# (33571) Jaygupta
1999 JD32 (asteroide 33571) é um asteroide da cintura principal. Possui uma excentricidade de 0.12666860 e uma inclinação de 3.56264º.
Este asteroide foi descoberto no dia 10 de maio de 1999 por LINEAR em Socorro.